# Ємашево
Єма́шево (рос. Емашево, башк. Ямаш) — село у складі Бірського району Башкортостану, Росія. Входить до складу Осиновської сільської ради.
Населення — 148 осіб (2010; 254 у 2002).
Національний склад:
- росіяни — 71 %

У селі народився Герой Радянського Союзу Антипін Пилип Лук'янович (1900-1944).